# Teodor Rus
Teodor Cristian Rus (Aiud, 30 aprile 1974) è un allenatore di calcio ed ex calciatore rumeno, di ruolo centrocampista.